# Eurytoma alhagicola
Eurytoma alhagicola är en stekelart som beskrevs av Zerova 1981. Eurytoma alhagicola ingår i släktet Eurytoma och familjen kragglanssteklar. Inga underarter finns listade i Catalogue of Life.